# Małdrat
Małdrat – (łac. tremodius, niem. Drömt, Malter; także: maldrat, małdyt, małdr, osep, maltter, maldrum, maltrum, zentmalter) – średniowieczna miara dziesięciny pobieranej z jednego łanu uprawnej roli. W późniejszych czasach oznaczał jednostkę objętości zboża, stosowaną w krajach niemieckich oraz Szwajcarii.
Małdratem nazywano daninę pobieraną nie w sposób tradycyjny, czyli w snopach (dziesięcina snopowa), lecz zamienioną na gotowe ziarno. Wielkość takiej daniny wynosiła 12 korcy zboża – po 4 korce pszenicy, żyta i owsa. W średniowieczu na Śląsku małdrat równał się 660 litrom, czyli około 530 kilogramom zboża. Na Pomorzu Zachodnim w XVI w. małdrat mógł odpowiadać około 600-700 litrom i ważył w przybliżeniu 730-750 kg zbóż ciężkich (żyto, jęczmień, pszenica).
W poszczególnych okresach i krajach małdrat był zróżnicowany:
- w Prusach do 1816 r. 1 małdrat = 12 korców (szefli) = 3 beczki (niem. fass) = 674,1 litrów; po 1816 r. (reforma miar) = 656,0 litrów,
- w Saksonii = 12 korców drezdeńskich (szefli) = 1247,8 litrów,
- w Hanowerze = 186,91 litrów.